# Leptodactylus plaumanni
Leptodactylus plaumanni es una especie de ránidos de la familia Leptodactylidae.

## Distribución geográfica
Se encuentra en Argentina, Brasil y, posiblemente, Paraguay.

## Estado de conservación
Se encuentra amenazada de extinción por la pérdida de su hábitat natural.